# Uromyias
Uromyias is een geslacht van vogels] uit de familie van de tirannen (Tyrannidae). De wetenschappelijke naam van het geslacht is voor het eerst geldig gepubliceerd in 1927 door Hellmayr.

## Soorten
De volgende soorten zijn bij het geslacht ingedeeld:
- Uromyias agilis (Sclater, PL, 1856) – Langstaartmeestiran
- Uromyias agraphia (Chapman, 1919) – Witbuikmeestiran